# Municipio de Hickory Mountain
El municipio de Hickory Mountain (en inglés: Hickory Mountain Township) es un municipio ubicado en el  condado de Chatham en el estado estadounidense de Carolina del Norte. En el año 2000 tenía una población de 1.928 habitantes.

## Geografía
El municipio de Hickory Mountain se encuentra ubicado en las coordenadas 35°44′36.01″N 79°18′44.92″O / 35.7433361, -79.3124778.